# マルテンサイト
マルテンサイト（英: martensite）は、Fe-C系合金（鋼や鋳鉄）を安定なオーステナイトから急冷する事によって得られる組織である。体心正方格子の鉄の結晶中に炭素が侵入した固溶体で、鉄鋼材料の組織の中で最も硬く脆い組織である。
1891年にドイツの冶金学者アドルフ・マルテンス(Adolf Martens)により発見され、マルテンサイトという名称も、彼の名前に由来している。現在ではあまり使用されないが、組織形状が麻の葉に似ていることから、日本の冶金学者本多光太郎による麻留田（マルテン）という漢字の当て字がある。

## マルテンサイトの形成

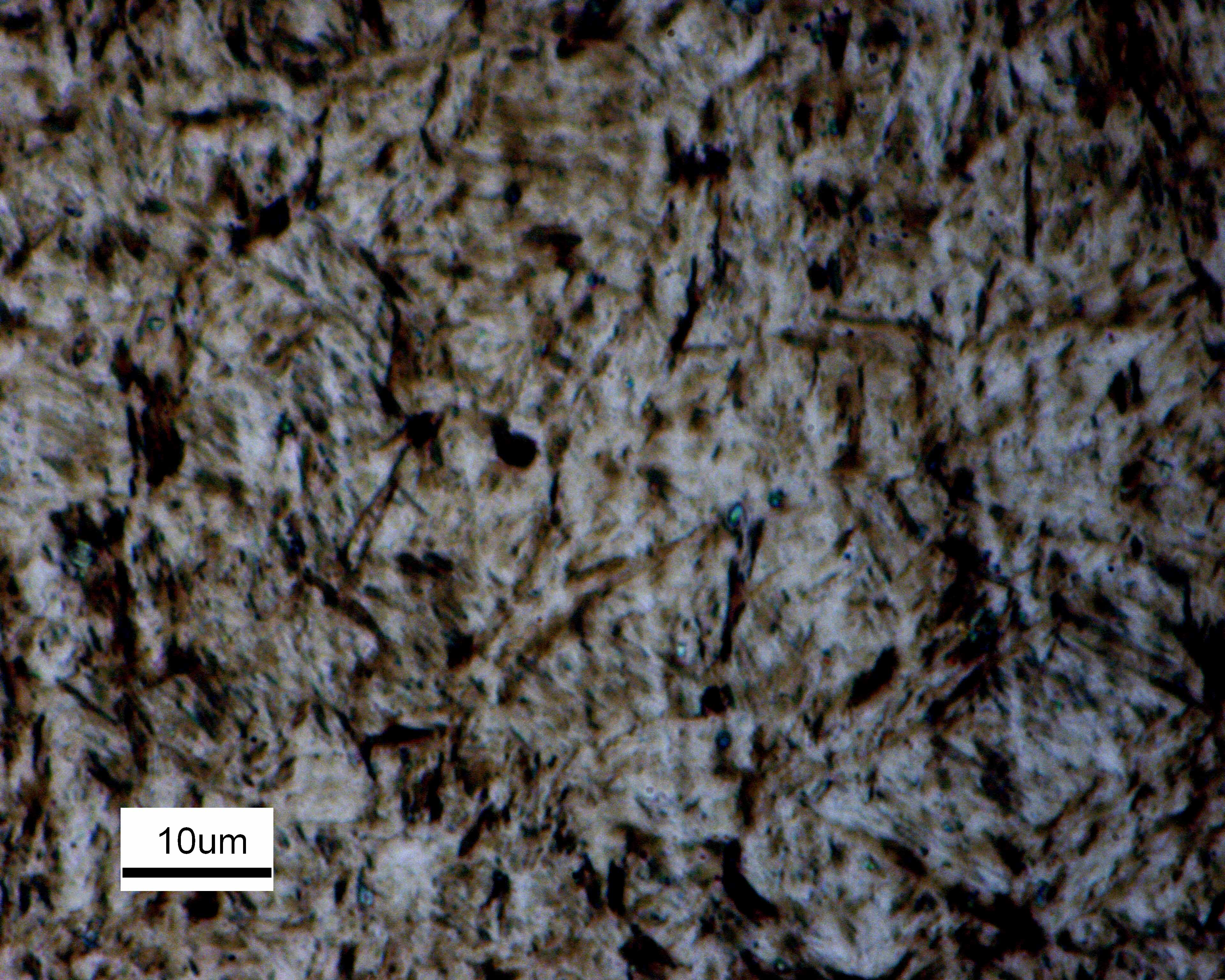
AISI 4140鋼のマルテンサイト組織

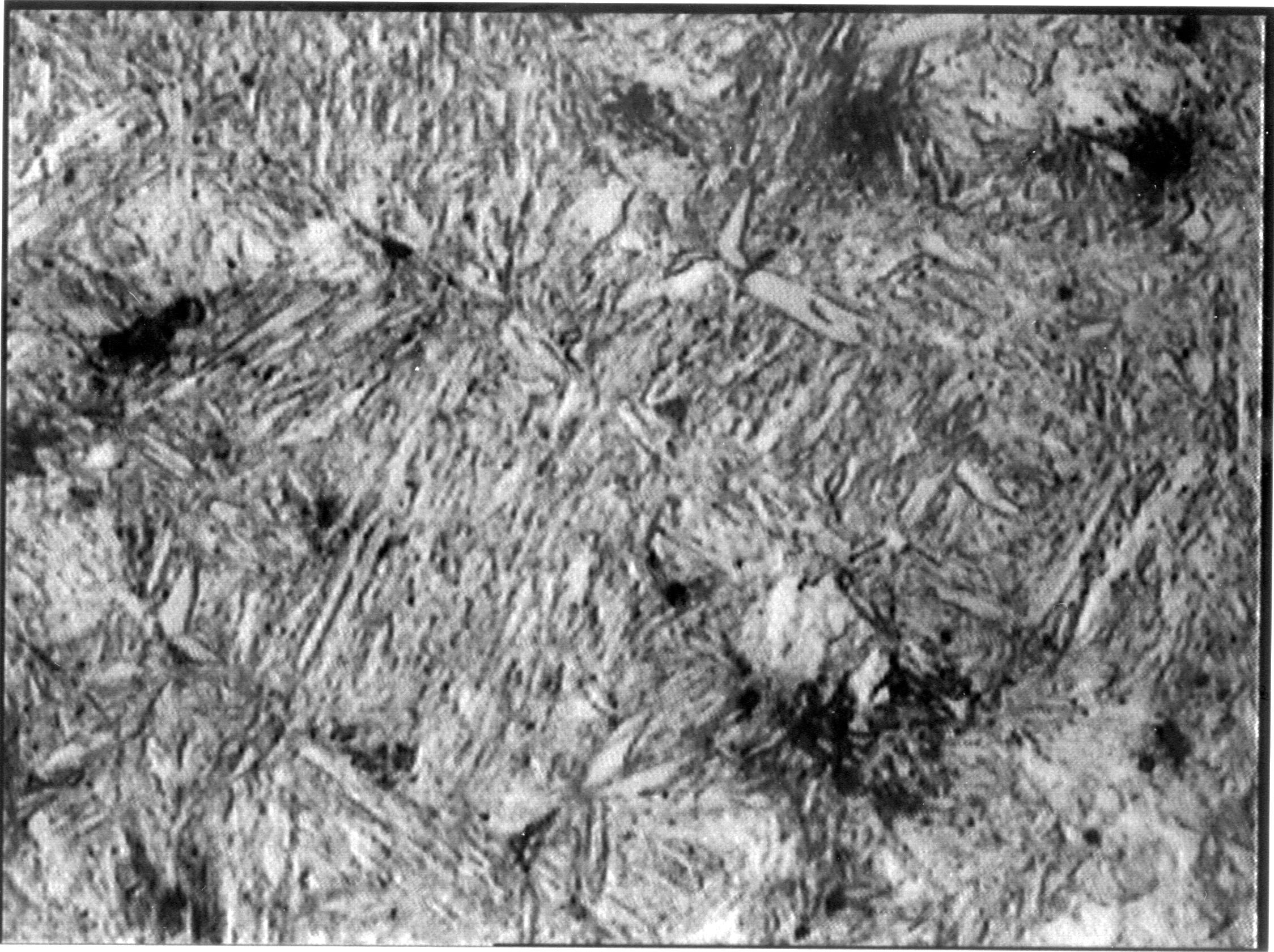
870°から水焼入れされたC0.35%C鋼のマルテンサイト組織

鉄-炭素合金（Fe-C系合金）の結晶は、高温ではオーステナイト（面心立方格子構造）が、常温ではフェライト相（体心立方格子構造）が安定している。このため、高温のオーステナイトを冷却するとフェライトに変態しようとする。フェライトはオーステナイトと比べ少量の炭素しか固溶できないため、変態する際には結晶中から炭素を移動させなければならず、移動のための拡散が伴わなければならない（拡散変態）。
鉄-炭素合金をゆっくり冷却すると、炭素はフェライト組織から追い出されてセメンタイト（鉄炭化物）を生じ、パーライト（フェライトとセメンタイトの層状組織）が形成される。しかし、拡散が十分に起きない速さで急冷すると、炭素が体心立方格子の一軸を引き伸ばし、そこへ炭素が侵入した準安定状態の結晶構造となる（無拡散変態）。このようにして形成される組織をマルテンサイトと言う。
また、常温でオーステナイトの状態の鉄に応力を加えることによりマルテンサイトを生じることもある。これを応力誘起マルテンサイトとよぶ。マルテンサイト系の形状記憶合金は、このマルテンサイト変態を利用したものである。ステンレス鋼のSUS301（17-7ステンレス鋼；室温でオーステナイト組織を有する）は冷間加工に対して不安定なため、室温下でプレス加工、切削加工、鍛造などを行うとマルテンサイトに変態する。これを加工誘起マルテンサイト変態という。

## 利用
マルテンスにより19世紀末に発見される以前から経験的に利用されており、一時期、マルテンサイトであることが鋼の定義でもあった。日本でもすでに日本刀などの刃先に形成されていたものを科学的に再認識したものであり、現在でも工具鋼を中心にステンレスや構造用鋼にも展開応用がなされている。ここで重要なのが、炭素濃度でマルテンサイトの構造が変わるということである。炭素量 0.6–0.7 wt% 以下でマルテンサイト化に成功した材料は、全ての組織がラスマルテンサイトという組織となるが、それ以上の濃度域ではレンズ状マルテンサイトという組織が形成され、これにより非常に脆くなる。浸炭の不具合などにみられるのも、こういった組織構造に由来する。
焼入れとは、鋼をこの組織へ変態させる作業である。この無拡散変態によって結晶が歪むため、焼入れにより変形が起こる。マルテンサイトが形成されると硬度が向上する一方で靭性が低下するため、さらに焼き戻しを行った上で利用することが多い。評価としては強度は一軸の板状もしくは棒状の引張試験で評価し、靭性はシャルピー衝撃試験、摩擦試験はボールオンディスクやその他試験を行って評価する。
なお、工具鋼などの鉄系マルテンサイトは、かつては硬質磁性材料に使われた。この硬質とは、マルテンサイトの硬さに由来している。